# میرزالی بی‌لی
میرزالی بی‌لی (به ترکی آذربایجانی: Mirazalıbəyli) یک منطقه مسکونی در جمهوری آذربایجان است که در شهرستان بردع واقع شده است. میرزالی بی‌لی ۹۹۰ نفر جمعیت دارد.